# Mycale renieroides
Mycale renieroides är en svampdjursart som först beskrevs av Schmidt 1870. Mycale renieroides ingår i släktet Mycale, och familjen Mycalidae.
Artens utbredningsområde är Florida. Inga underarter finns listade i Catalogue of Life.